# Lake of Stew
Lake of Stew est un groupe de musique montréalais, fondé en 2002. Influencé par le blues, le gospel et le country, il propose de la musique folk chantée en anglais.
Lake of Stew a été involontairement mêlé à une controverse politico-linguistique lorsque leur participation à un spectacle collectif pour l'Autre St-Jean, le 23 juin 2009, a été remise en question en raison de leur langue d'expression.
Le groupe s'est séparé en janvier 2012.

## Membres du groupe
- Richard Rigby: banjo, mandoline, chant.
- Brad Levia: guitare, dobro, chant.
- Daniel McKell: guitare, chant.
- Mike Rigby: guitare, mandoline, chant.
- Michael Makhan: basse, chant.
- Annabelle Chvostek: violon, guitare, chant.
- Julia Narveson: basse, mandoline, violon, chant.
- Dina Cindric: accordéon, banjo, chant.

## Discographie
- Ain't Tired of Lovin', 2008
- Sweet as Pie, 2009
- Mystical Home, 2011